# Awashimaura
Awashimaura (粟島浦村?) è un villaggio giapponese della prefettura di Niigata.